# Cavendishia leucantha
Cavendishia leucantha är en ljungväxtart som beskrevs av J. L. Luteyn. Cavendishia leucantha ingår i släktet Cavendishia och familjen ljungväxter. Inga underarter finns listade i Catalogue of Life.